# Doubles lignes indéterminées
Doubles lignes indéterminées est une œuvre de Bernar Venet. C'est l'une des œuvres d'art de la Défense, à Puteaux, dans les Hauts-de-Seine, en France.
Cette sculpture représente plusieurs lignes qui se chevauchent, de couleur rouille. 
Comme matériaux Bernar Venet a notamment utilisé de l’acier.

## Historique
L'œuvre a été réalisée en 1988. 